# Lasioptera arundinis
Lasioptera arundinis är en tvåvingeart som beskrevs av Ignaz Rudolph Schiner 1854. Lasioptera arundinis ingår i släktet Lasioptera och familjen gallmyggor. Inga underarter finns listade i Catalogue of Life.